# Río Lebu
Río Lebu är ett vattendrag i Chile.   Det ligger i regionen Región del Biobío, i den södra delen av landet, 500 km sydväst om huvudstaden Santiago de Chile.
Området kring Río Lebu är ganska glesbefolkat, med 48 invånare per kvadratkilometer.